# Бърфорд
Бъ̀рфорд (на английски: Burford) е град по поречието на река Уиндръш в хълмистата местност Котсуълд в община Западен Оксфордшър, графство Оксфордшър, регион Югоизточна Англия. Намира се на около 26 км (16 мили) западно от Оксфорд. Името произлиза от думите в Староанглийския burh, значеща укрепен град или град на хълм, и ford със значение на брод. Населението на града е 1340 души към 2001 г.